# Güvenç Kurtar
Güvenç Kurtar (* 25. Juli 1950 in Uşak) ist ein ehemaliger türkischer Fußballspieler und aktueller Trainer.

## Spielerkarriere
Kurtar begann mit dem Profifußball in der Jugend von Beşiktaş Istanbul und wurde zur Saison 1970/71 in den Profikader aufgenommen. In seiner ersten Saison für die Profis absolvierte er lediglich ein Spiel im TSYD Kupası. In seiner zweiten Spielzeit kam er als Ergänzungsspieler zu 15 Ligaeinsätzen.
Im Sommer 1971 wechselte er zum Erstligisten Mersin İdman Yurdu und konnte sich hier auf Anhieb durchsetzen. Die Spielzeit beendete er mit zwölf Treffern in 24 Ligabegegnungen. Zur anstehenden Saison wechselte er innerhalb der Liga zu Bursaspor. Hier spielte er in der ersten Saison regelmäßig. In seiner zweiten Saison saß er eher auf der Ersatzbank und kam auf lediglich acht Ligapartien.
So verließ er im Sommer 1974 Bursaspor und wechselte innerhalb der Liga zu Altay Izmir. Auch hier gelang ihm der Sprung in die Startelf nicht. Er blieb aber drei Spielzeiten bei Altay.
Zur Spielzeit 1977/78 wechselte er zum Zweitligisten Kocaelispor. Bei diesem Verein gelang ihm auf Anhieb der Durchbruch. Er zählte mehrere Jahre zu den erfolgreichsten Stürmern der zweithöchsten türkischen Spielklasse, der heutigen TFF 1. Lig. In der Spielzeit 1979/80 wurde er mit Kocaelispor Meister der TFF 1. Lig und stieg damit in die Süper Lig auf. Kurtar wurde in dieser Spielzeit Torschützenkönig der 1. Lig und hatte am Aufstieg großen Anteil.
Nachdem er sich zum Sommer 1982 von Kocaelispor trennte, spielte er noch eine Spielzeit bei Düzcespor und beendete im Sommer 1983 seine aktive Profifußballerlaufbahn.

## Trainerkarriere
Im Anschluss an seine Spielerkarriere wechselte er ins Trainerfach und wurde – erste Tätigkeit – 1990 Cheftrainer bei Darıca Gençlerbirliği. Anschließend übernahm er den Trainerposten beim Zweitligisten Kocaelispor. In der Saison 1991/92 erreichte er mit diesem Verein auch als Trainer die Meisterschaft der TFF 1. Lig und damit den direkten Aufstieg in die Süper Lig. In der nachfolgenden Erstligasaison, der Spielzeit 1992/93, sorgte er mit Kocaelispor für eine Sensation. Seine Mannschaft spielte eine überragende Hinrunde und wurde völlig überraschend Herbstmeister. Die Rückrunde verlief nicht so erfolgreich, dennoch schloss man die Saison auf dem vierten Tabellenplatz ab und qualifizierte sich somit für den UEFA-Pokal. Er betreute noch eine halbe Spielzeit Kocaelispor und verließ im Winter 1993 den Verein.
Die nachfolgenden Jahre trainierte er eine Vielzahl von Erst- und Zweitligisten. Im Sommer 2012 übernahm er den Zweitligisten Adana Demirspor. Wenige Tage vor dem Start Zweitligaspielzeit 2012/13 gab er seinen Rücktritt bekannt.
2014 trainierte er den aserbaidschanischen Verein Rəvan Baku FK. Im Januar 2015 übernahm er den türkischen Zweitligisten Adanaspor und trainierte nach dreieinhalb Jahren wieder einen Klub in der Türkei. Hier verweilte nun Spieltage im Amt und gab nach der 1:3-Niederlage gegen Altınordu Izmir seinen Rücktritt bekannt.

## Erfolge

### Als Spieler
Mit Beşiktaş Istanbul
- Pokal des Türkischen Sportjournalisten-Vereins: 1969/70

Kocaelispor
- Meister der TFF 1. Lig und Aufstieg in die Süper Lig: 1979/80
- Sieger des Jugend- und Sportministeriumspokals: 1979/80

Individuell
- Torschützenkönig der TFF 1. Lig: 1979/80 mit 17 Toren.[3]

### Als Trainer
Kocaelispor
- Meister der TFF 1. Lig und Aufstieg in die Süper Lig: 1991/92

Diyarbakırspor
- Vizemeister der TFF 1. Lig und Aufstieg in die Süper Lig: 2000/01